# Kapelkerk (Drachten)
De Kapelkerk is een kerkgebouw in de Friese plaats Drachten.

## Geschiedenis
Op 22 mei 1899 werd de Vereniging tot Inwendige Zending 'Uw Koninkrijk Kome' (UKK) opgericht. Binnen de hervormde gemeente in Drachten hadden de vrijzinnigen de meerderheid en vormden de rechtzinnigen een duidelijke minderheid. Voor de activiteiten van deze laatste groep werd in 1900 een eigen locatie gebouwd met een woning voor de evangelist. Het gebouw 'Eben Haëzer', voorloper van de kapel, stond op het terrein aan de Berglaan dat is gelegen tussen de voormalige Friesland Bank en de huidige Kapelkerk. De leden van de vereniging besloten in januari 1925 tot de bouw van een eigen kapel en pastorie. Die kapel werd 12 december 1926 in gebruik genomen. Tussen 1926 en het begin van de Tweede Wereldoorlog groeide de evangelisatie heel sterk en trok zij ook rechtzinnigen uit naburige gemeenten. Nadat de Duitse bezetter bepaalde dat op vergaderlokalen de aanduiding "Voor Joden verboden" moest worden aangebracht, werden er vanaf dat jaar officiële kerkdiensten van de plaatselijke Hervormde Gemeente in de kapel gehouden. Vanaf dat moment werd de naam Kapelkerk gebruikt.
In de naoorlogse jaren verbeterden de verhoudingen tussen de modaliteiten in Hervormd Drachten en in 1962 werd besloten tot een nauwere samenwerking en uitwisseling van predikanten. In de jaren tachtig kwam de verontrusting weer aan de oppervlakte en enkele gemeenteleden richtten de 'Vereniging van Verontruste Hervormden in Drachten' op. Er werden op vrijdagavonden samenkomsten belegd waarin rechtzinnige predikanten voorgingen. In september 1988 mondde dit initiatief uit in de eerste kerkdienst van de 'Rechtzinnig Hervormde Deelgemeente in wording'. Toen de plaatselijke Hervormde Gemeente met ingang van 1 januari 1989 stopte met het huren van de Kapelkerk van de UKK voor haar reguliere kerkdiensten, belegde de 'Rechtzinnig Hervormde Deelgemeente in wording' vanaf dat moment haar zondagse diensten in de Kapelkerk. Uiteindelijk werd op zondag 18 september 1994 de 'Hervormde Kapelgemeente' als rechtzinnige buitengewone wijkgemeente geïnstitutionaliseerd en kreeg een eigen predikant.

### Kerkgebouw
De zaalkerk met een rechthoekige plattegrond heeft een symmetrische voorgevel, die wordt gedomineerd door een klokkentoren met een vierkante spits. De entree en de ramen in de voorgevel zijn rondboogvormig. In 1969 werd een nieuw orgel geplaatst door de firma Pels & Van Leeuwen.
De Kapelkerk is sinds de bouw gaaf en ongewijzigd gebleven, wat niet kan worden gezegd van de gebouwde omgeving. Stak de kerk eerst boven de bebouwing uit, sinds de laatste decennia van de 20e eeuw valt het gebouw weg tussen de kantoor- en appartementengebouwen die de kerk aan alle zijden omringen.

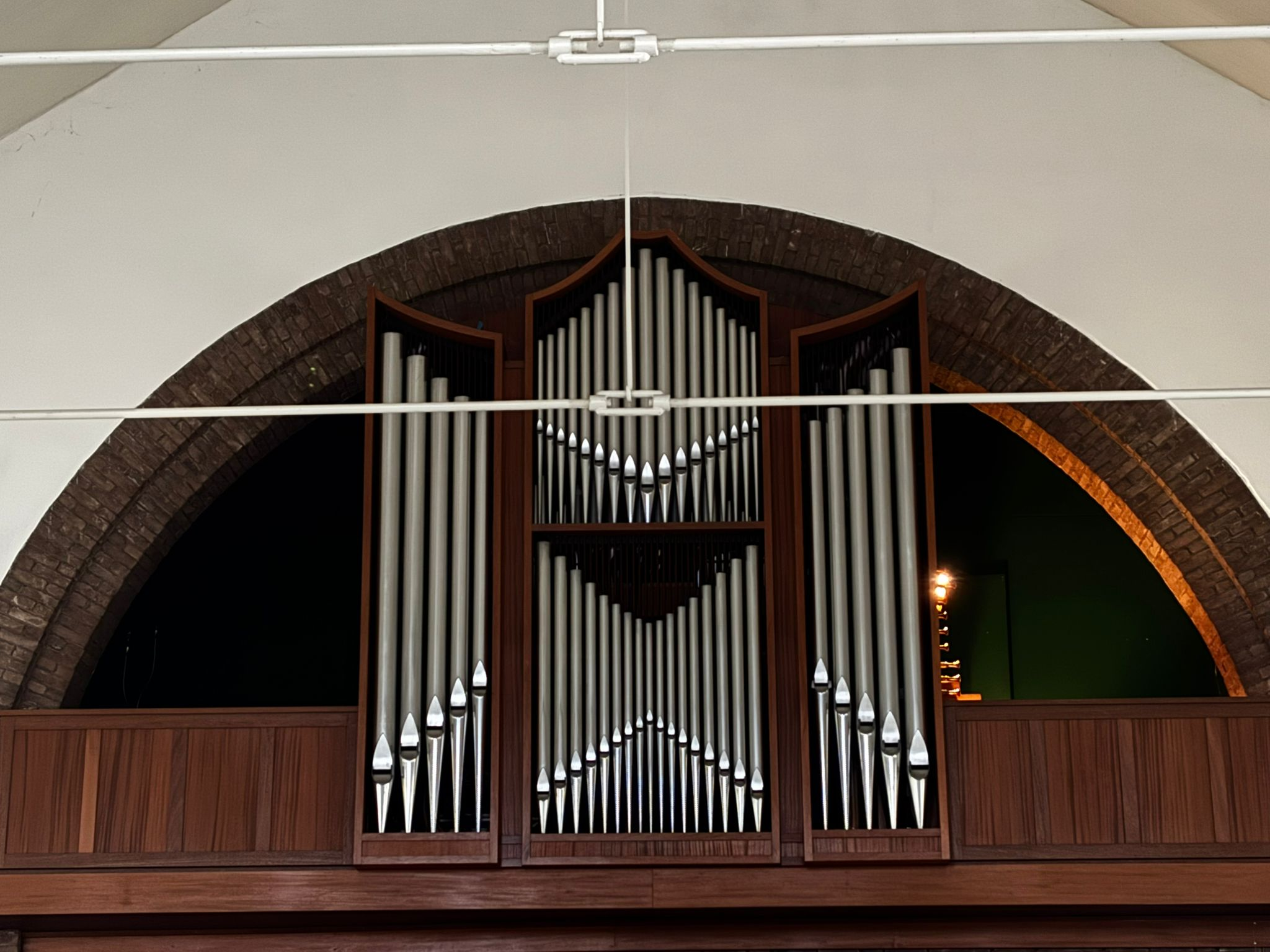
Orgel Kapelkerk Drachten (Foto 2025)

### Orgel
In 1969 werd een nieuw orgel geplaatst door de firma Pels & Van Leeuwen. Het orgel heeft twee klavieren en een pedaal. De klaviatuur zit aan de rechterzijde.
Dispositie
Hoofdwerk: • Prestant 8 vt • Holpijp 8 vt • Octaaf 4 vt • Koppelfluit 4 vt • Mixtuur 2 sterk • Trompet 8 vt
Nevenwerk: • Roerfluit 8 vt • Spits Gamba 4 vt • Fluit 4 vt • Prestant 2 vt • Kwint 1 vt • Sesquialter 5 vt (2 2/3’ + 1 3/5’)

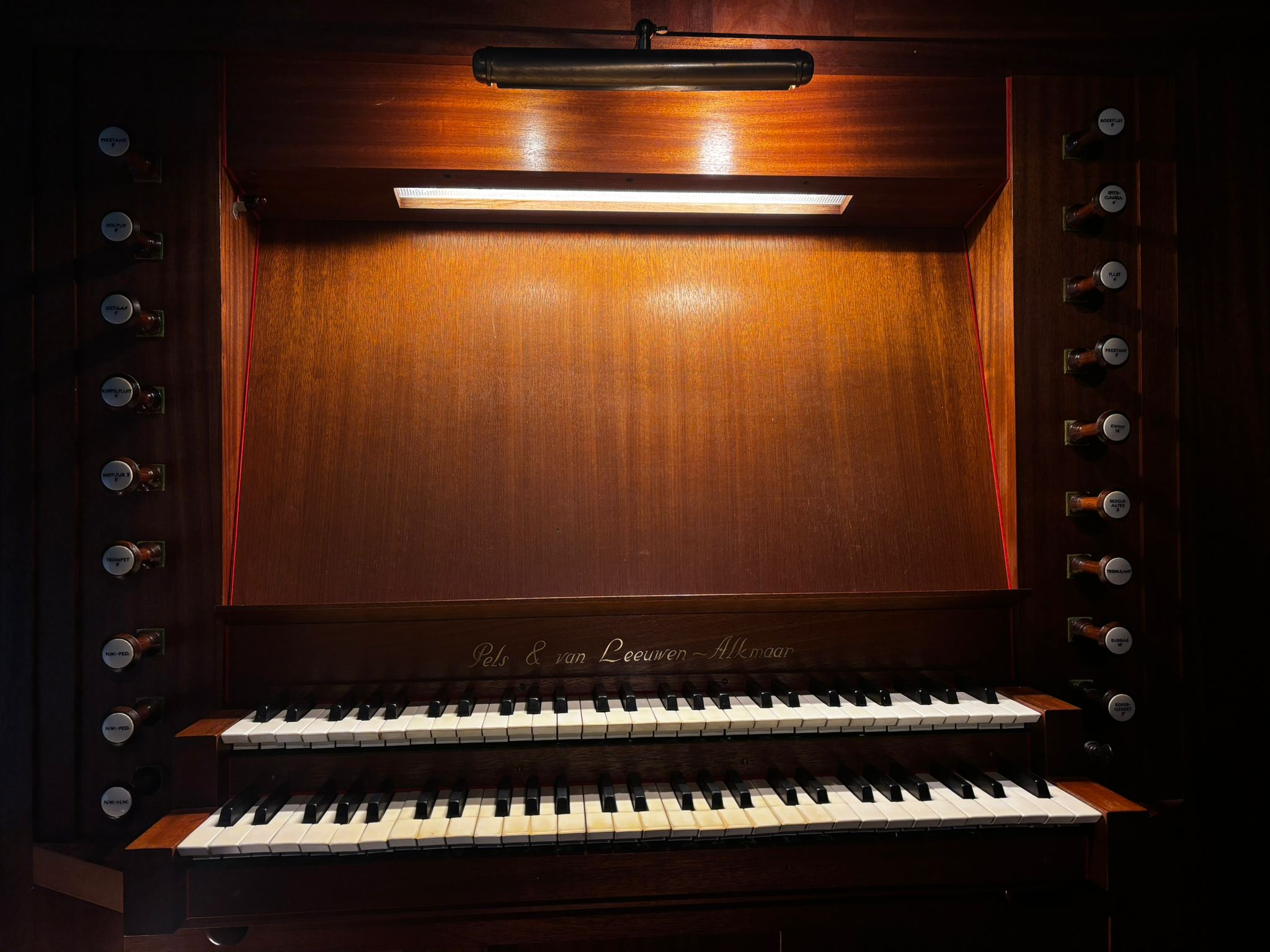
De speeltafel van het orgel (Foto 2025)

Pedaal: • Subbas 16 vt • Koper Gedekt 8 vt
⸻
Koppels: • Hoofdwerk ↔ Pedaal • Nevenwerk ↔ Pedaal • Nevenwerk ↔ Hoofdwerk 
Tremulant: Over het gehele orgel
Orgeloverzicht – Kapelkerk Drachten
• Bouwjaar: 1969
• Bouwer: Pels & Van Leeuwen - Alkmaar
• Stijl en klank: Neo-barok
• Aantal pijpen: ca. 1100 | (Frontpijpen allemaal sprekend, register: Prestant 8’)
• Toonhoogte: a¹ = 441 Hz/Stemming: Evenredig zwevend 
• Manualen: 2 (Hoofdwerk & Nevenwerk)
• Tremulant: Over het gehele orgel